# Nyírlugos
Nyírlugos – miasto na Węgrzech, w komitacie Szabolcs-Szatmár-Bereg, w powiecie Nyírbátor.